# Fredrik Klingstedt
Fredrik Woldemar Klingstedt, född 19 oktober 1881 i Tavastehus landskommun, död 23 februari 1964, var en finländsk kemist.
Klingstedt blev student 1900, filosofie kandidat 1911, filosofie licentiat 1924 och filosofie doktor 1927. Han var assistent vid Helsingfors universitets kemiska laboratorium 1913–1916, teknisk direktör vid Oy Åströms fabrik 1917–1919, blev direktör där 1920, var assistent vid Zürichs universitets fysikalisk-kemiska laboratorium 1922–1923, blev docent vid Åbo Akademi 1925, var tillförordnad professor 1925–1928, blev professor i kemi 1928 och var professor i träkemi och cellulosateknik 1931–1947. Han skrev bland annat Über die ultravioletten Absorptionsspektren einiger Mono- und Biderivate des Benzols (akademisk avhandling, 1924).